# Jonas Geens
Jonas Geens (4 januari 1999) is een Belgisch wielrenner die anno 2025 rijdt voor Team Flanders-Baloise.

## Carrière
Geens stapte pas laat in het wielrennen: aanvankelijk deed hij aan atletiek, maar deze sport zei hij door aanhoudend blessureleed vaarwel. Hij begon met koersen bij het Van Mossel Heist Cycling Team en stapte later over naar Tarteletto-Isorex. Als renner van deze ploeg pakte hij in mei 2023 de eindzege in de Ronde van de Mirabelle. Geens veroverde de leiderstrui nadat hij in de tweede van drie etappes vijfde was geworden en verdedigde zijn eerste plaats met succes in de slotrit.
Na het seizoen 2023 stapte Geens over naar Morbihan Adris GOA, waarvoor hij op 9 februari 2024 de Tour de Basse-Navarre – de derde manche van de Essor basque – won. Twee dagen later kroonde Geens zich tot eindwinnaar van de Essor basque.

## Overwinningen
2022
De Klinge-Sint-Gillis-Waas
2023
Eindklassement Ronde van de Mirabelle
2024
Tour de Basse-Navarre
Eindklassement Essor basque

## Resultaten in voornaamste wedstrijden
|      | \| Jaar \| Waalse Pijl \| \| ---- \| ----------- \| \| 2025 \| 48e \| |
| Jaar | Waalse Pijl                                                           |
| 2025 | 48e                                                                   |

## Ploegen
- 2023 –  Tarteletto-Isorex
- 2024 –  Morbihan Adris GOA
- 2025 –  Team Flanders-Baloise